# Atleta de l'any
El guardó Atleta de l'any (oficialment en anglès: World Athlete of the Year) és un premi esportiu anual atorgat per la World Athletics (prèviament IAFF), creat el 1988. S'atorga al millor atleta de l'any, tant en categoria masculina com femenina, en les diferents competicions d'atletisme: proves de pista, de ruta, camp a través i marxa atlètica.
La primera edició del premi fou atorgat als atletes americans Carl Lewis i Florence Griffith-Joyner. L'atleta jamaicà Usain Bolt ha guanyat el premi en sis ocasions (2008, 2009, 2011, 2012, 2013, 2016), essent l'esportista que més vegades ha guanyat el guardó. Hixam el Guerrouj (2001, 2002, 2003) i Ielena Issinbàieva (2004, 2005, 2008) guanyaren el premi en tres ocasions.

## Llista de premiats

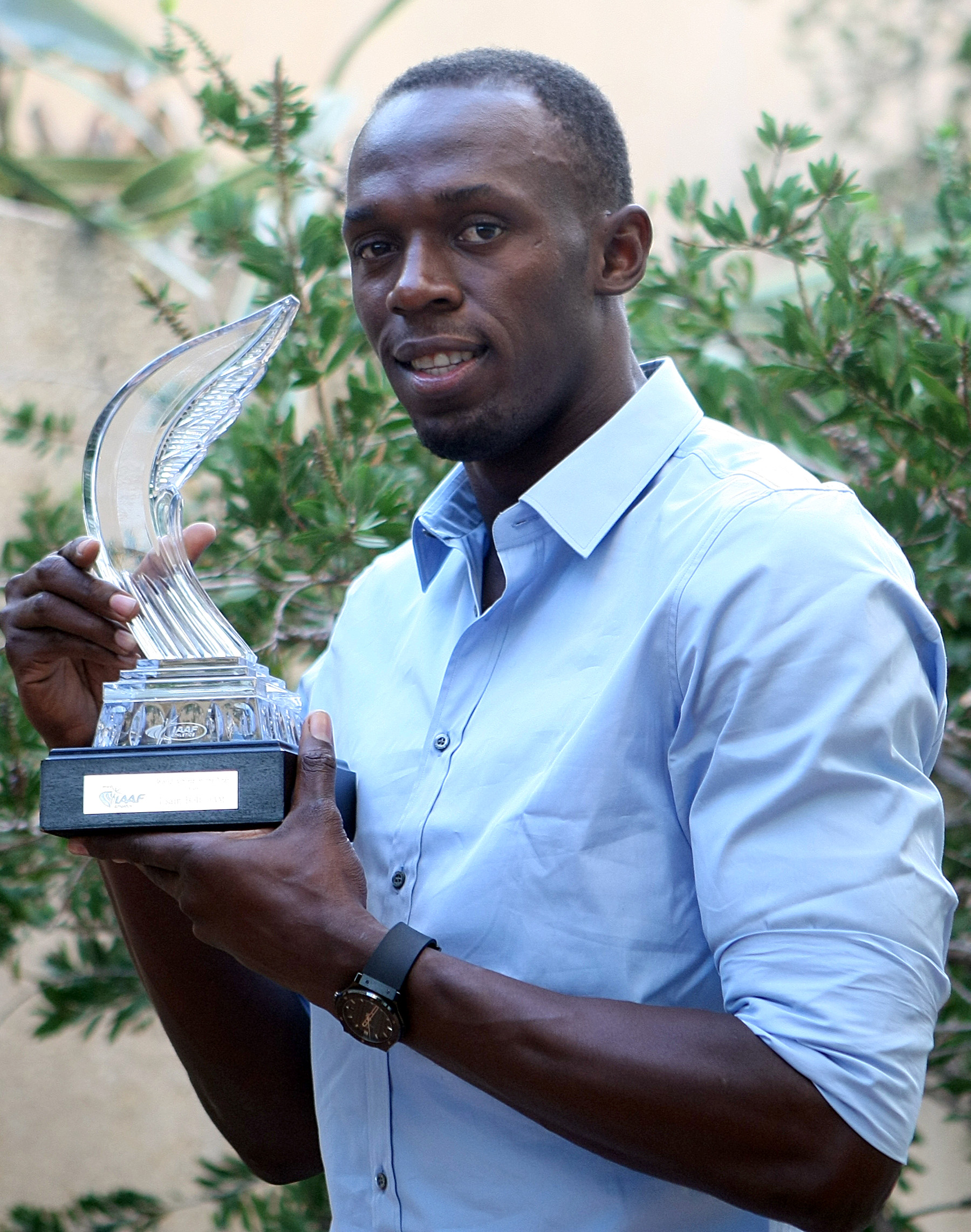
Usain Bolt amb el premi Atleta de l'any de 2011, ha guanyat el guardó en sis ocasions (2008, 2009, 2011, 2012, 2013, 2016).

| #      | Any  | Categoria masculina | Categoria femenina       | refs  |
| ------ | ---- | ------------------- | ------------------------ | ----- |
| I      | 1988 | Carl Lewis          | Florence Griffith-Joyner |       |
| II     | 1989 | Roger Kingdom       | Ana Fidelia Quirot       |       |
| III    | 1990 | Steve Backley       | Merlene Ottey            |       |
| IV     | 1991 | Carl Lewis          | Katrin Krabbe            |       |
| V      | 1992 | Kevin Young         | Heike Henkel             |       |
| VI     | 1993 | Colin Jackson       | Sally Gunnell            |       |
| VII    | 1994 | Noureddine Morceli  | Jackie Joyner-Kersee     |       |
| VIII   | 1995 | Jonathan Edwards    | Gwen Torrence            |       |
| IX     | 1996 | Michael Johnson     | Svetlana Masterkova      |       |
| X      | 1997 | Wilson Kipketer     | Marion Jones             |       |
| XI     | 1998 | Haile Gebrselassie  | Marion Jones             |       |
| XII    | 1999 | Michael Johnson     | Gabriela Szabo           |       |
| XIII   | 2000 | Jan Železný         | Marion Jones             | [ 2 ] |
| XIV    | 2001 | Hixam el Guerrouj   | Stacy Dragila            |       |
| XV     | 2002 | Hixam el Guerrouj   | Paula Radcliffe          |       |
| XVI    | 2003 | Hixam el Guerrouj   | Hestrie Cloete           |       |
| XVII   | 2004 | Kenenisa Bekele     | Ielena Issinbàieva       |       |
| XVIII  | 2005 | Kenenisa Bekele     | Ielena Issinbàieva       |       |
| XIX    | 2006 | Asafa Powell        | Sanya Richards           |       |
| XX     | 2007 | Tyson Gay           | Meseret Defar            |       |
| XXI    | 2008 | Usain Bolt          | Ielena Issinbàieva       |       |
| XXII   | 2009 | Usain Bolt          | Sanya Richards           |       |
| XXIII  | 2010 | David Rudisha       | Blanka Vlašić            |       |
| XXIV   | 2011 | Usain Bolt          | Sally Pearson            |       |
| XXV    | 2012 | Usain Bolt          | Allyson Felix            |       |
| XXVI   | 2013 | Usain Bolt          | Shelly-Ann Fraser-Pryce  |       |
| XXVII  | 2014 | Renaud Lavillenie   | Valerie Adams            |       |
| XXVIII | 2015 | Ashton Eaton        | Genzebe Dibaba           |       |
| XXIX   | 2016 | Usain Bolt          | Almaz Ayana              |       |
| XXX    | 2017 | Mutaz Essa Barshim  | Nafissatou Thiam         |       |
| XXXI   | 2018 | Eliud Kipchoge      | Caterine Ibargüen        |       |
| XXXII  | 2019 | Eliud Kipchoge      | Dalilah Muhammad         |       |
| XXXIII | 2020 | Armand Duplantis    | Yulimar Rojas            |       |
| XXXIV  | 2021 | Karsten Warholm     | Elaine Thompson-Herah    |       |
| XXXV   | 2022 | Armand Duplantis    | Sydney McLaughlin        |       |
| XXXVI  | 2023 | Noah Lyles          | Faith Kipyegon           | [ 3 ] |
| XXXVI  | 2023 | Armand Duplantis    | Yulimar Rojas            | [ 3 ] |
| XXXVI  | 2023 | Kelvin Kiptum       | Tigist Assefa            | [ 3 ] |
| XXXVII | 2024 | Letsile Tebogo      | Sifan Hassan             | [ 4 ] |

| País          | Premiats |
| ------------- | -------- |
| Estats Units  | 20       |
| Jamaica       | 10       |
| Etiòpia       | 7        |
| Kenya         | 5        |
| Regne Unit    | 5        |
| Rússia        | 4        |
| Marroc        | 3        |
| Suècia        | 3        |
| Alemanya      | 2        |
| Veneçuela     | 2        |
| Algèria       | 1        |
| Austràlia     | 1        |
| Bèlgica       | 1        |
| Botswana      | 1        |
| Colòmbia      | 1        |
| Croàcia       | 1        |
| Cuba          | 1        |
| Txèquia       | 1        |
| Dinamarca     | 1        |
| França        | 1        |
| Països Baixos | 1        |
| Nova Zelanda  | 1        |
| Noruega       | 1        |
| Qatar         | 1        |
| Romania       | 1        |
| Sud-àfrica    | 1        |

| Any  | Pista Masculí  | Camp Masculí     | Carretera Masculí | Pista Femenina            | Camp Femenina       | Carretera Femenina | Ref.  |
| ---- | -------------- | ---------------- | ----------------- | ------------------------- | ------------------- | ------------------ | ----- |
| 2024 | Letsile Tebogo | Armand Duplantis | Tamirat Tola      | Sydney McLaughlin-Levrone | Yaroslava Mahuchikh | Sifan Hassan       | [ 5 ] |